# Маурен
Маурен (нім. Mauren) — громада в Ліхтенштейні з населенням 3836 осіб, площею 7,5 км.кв. Входить до агломерації Блакитний Банан.

## Географії
Середня висота селища Маурен становить 453 метри.
До міста відноситься село Шанвальд.

## Історія
Місто засноване в 15 до н. е..До 400 р. до н. е. місто було частиною Римської імперії.

## Культура

### Релігійні споруди
У місті розташовані дві церкви: Петра і Павла та Св.Терезії.

### меморіали
У Маурені знаходиться меморіал педагога і історика Пітера Кайзера (1793 - 1864).